# Stíri
Stíri, en grec moderne : Στείρι, est un village du dème de Dístomo-Aráchova-Antíkyra, dans le district régional de Béotie, en Grèce-Centrale.
Selon le recensement de 2011, la population du village s'élevait à 686 habitants, et d'après celui de 2011 : 559 habitants.
Le monastère d'Ósios Loukás est situé à environ 3,5 km au sud-est du village.
Stiri est la patrie de saint Nicolas le pèlerin ou saint Nicolas de Trani, berger grec qui devint pèlerin et thaumaturge dans les Pouilles (Stiri 1075-Trani 1094). La cathédrale de Trani lui est dédiée.

## Source
- (el) Cet article est partiellement ou en totalité issu de l’article de Wikipédia en grec moderne intitulé « Στείρι Βοιωτίας » (voir la liste des auteurs).